# خوزه آنتونیو سانتاماریا
خوزه آنتونیو سانتاماریا (انگلیسی: José Antonio Santamaría; ۱۶ مارس ۱۹۴۶ – ۱۹ ژانویهٔ ۱۹۹۳) بازیکن فوتبال اهل اسپانیا بود.
از باشگاه‌هایی که در آن بازی کرده‌است می‌توان به باشگاه فوتبال هرکولس، باشگاه فوتبال ایبار، باشگاه فوتبال سابادل، و باشگاه فوتبال رئال سوسیداد اشاره کرد.